# روبرت جونز (عسكري)
روبرت جونز (بالإنجليزية: Brigadier Rupert Jones)‏ هو عسكري بريطاني، ولد في 29 أبريل 1969.